# Metacharis nigrella
Metacharis nigrella är en fjärilsart som beskrevs av Bates 1868. Metacharis nigrella ingår i släktet Metacharis och familjen Riodinidae. Inga underarter finns listade i Catalogue of Life.